# 大內山站
大內山站（日语：／ Ōuchiyama eki */?）是位於三重縣度會郡大紀町大內山，東海旅客鐵道（JR東海）的紀勢本線車站。

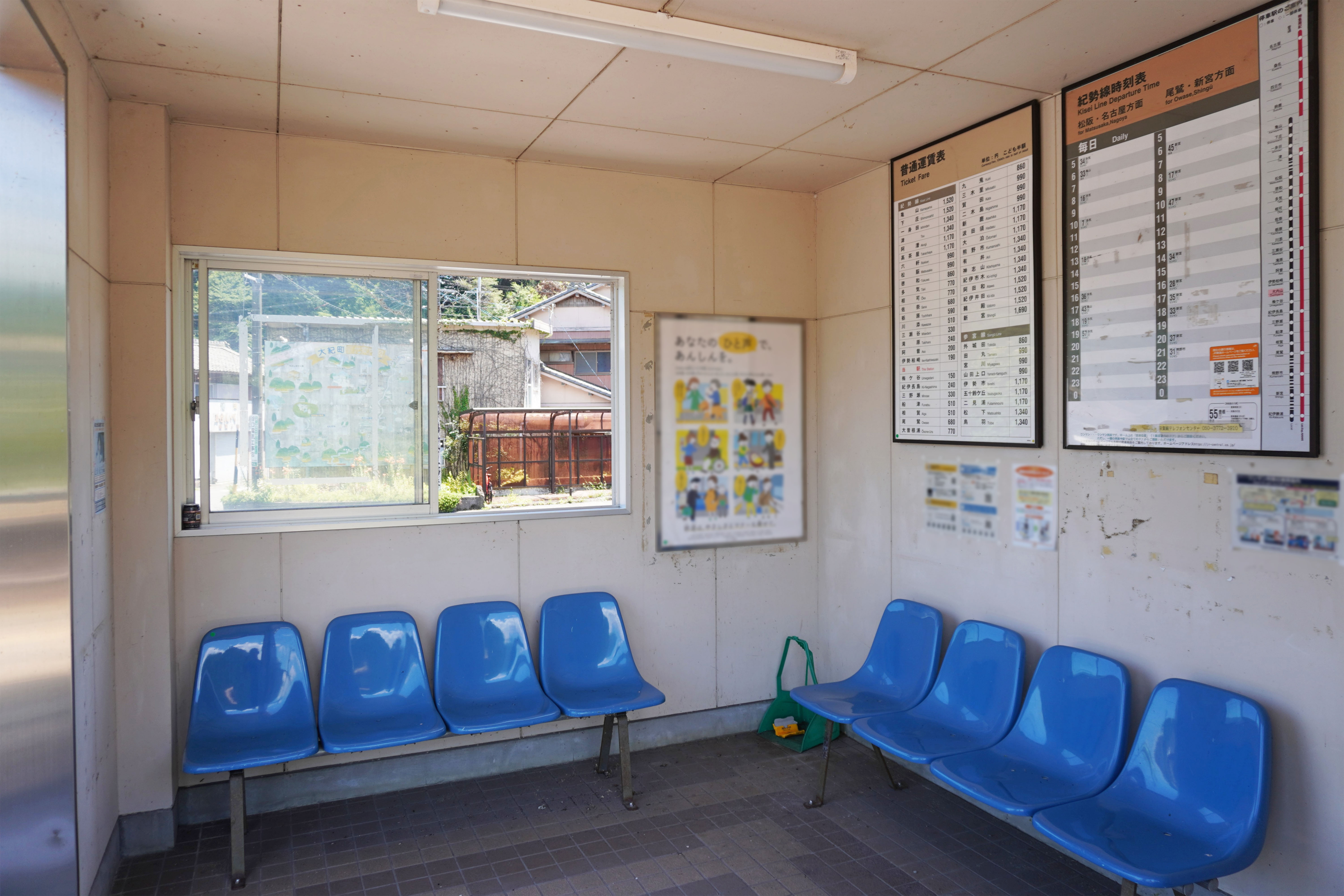
候車室内（2023年7月）

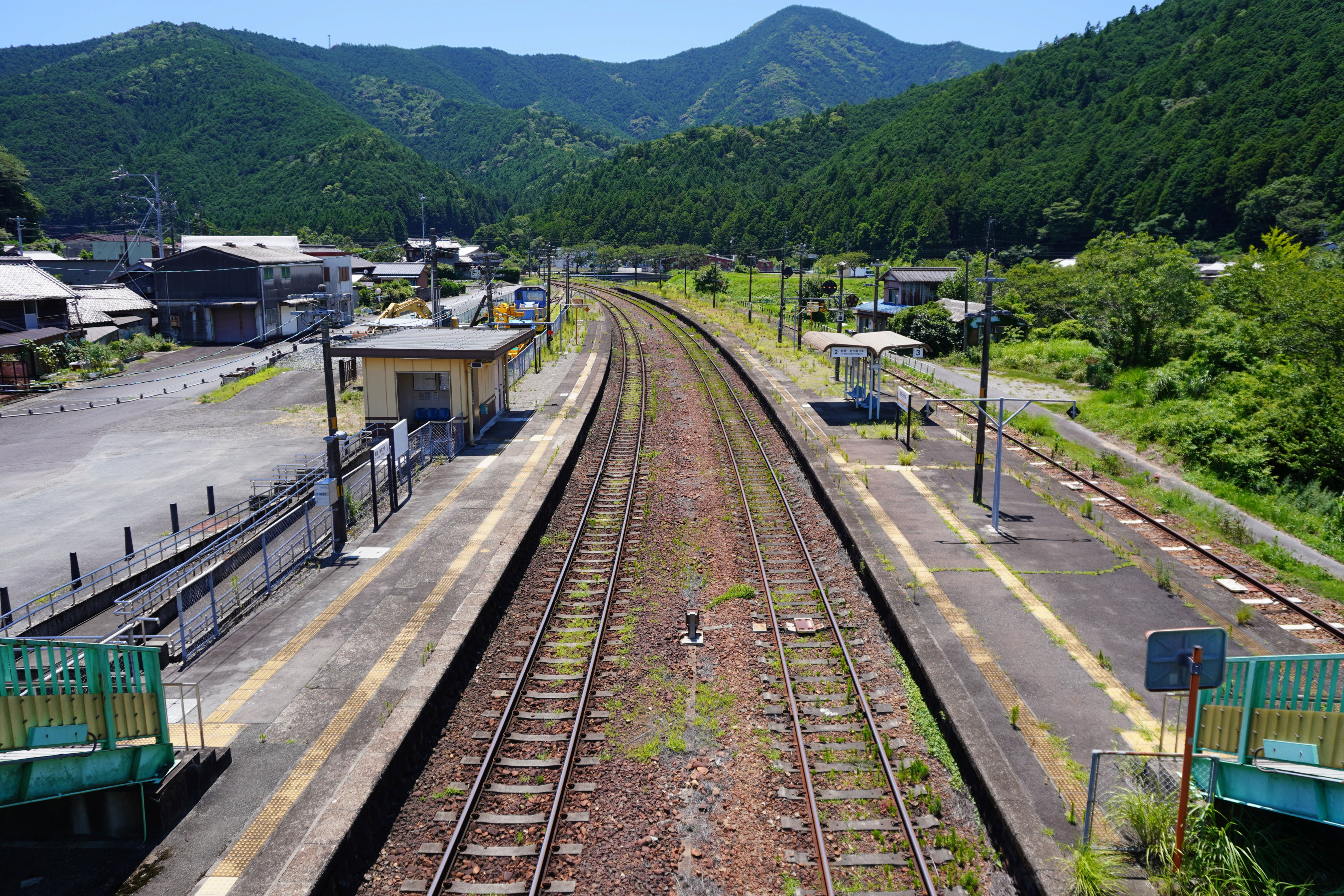
月台（2023年7月）

## 歷史
- 1927年（昭和2年）11月13日：國鐵紀勢東線伊勢柏崎站至此站之間開業，此站啟用[1]。
- 1930年（昭和5年）4月29日：國鐵紀勢東線此站至紀伊長島站之間開業[1]。
- 1959年（昭和34年）7月15日：三木里站至新鹿站之間開通，同時路線改名為紀勢本線[1]。
- 1983年（昭和58年）12月21日：成為無人車站[2]。
- 1987年（昭和62年）4月1日：伴隨國鐵分割民營化，車站由東海旅客鐵道（JR東海）營運[1]。
- 2002年（平成14年）：舊的木造車站大樓被撤走，並設置新的候車室。

## 車站構造
本站為地上車站，南面為1面1線的單式月台，北面為1面2線的島式月台，合共為2面3線的混合式月台。月台之間設有跨線橋。由南面起為1號、2號和3號月台。
車站由紀伊長島站管理的無人車站。木造車站大樓已被撤走，在2002年（平成14年）在1號月台側建設新的候車室。並在側邊設置了「大內山站前休憩所」，設有廁所和前車站大樓的車站名牌。

### 月台
| 月台 | 路線      | 上下行 | 方向             |
| ---- | --------- | ------ | ---------------- |
| 1    | ■紀勢本線 | 下行   | 尾鷲、新宮方向   |
| 2・3 | ■紀勢本線 | 上行   | 松阪、名古屋方向 |

## 使用狀況
根據「三重縣統計書」，以下列出近年1日平均乘車人次。
| 年度   | 一日平均 乘車人次 |
| ------ | ----------------- |
| 1998年 | 54                |
| 1999年 | 53                |
| 2000年 | 49                |
| 2001年 | 49                |
| 2002年 | 47                |
| 2003年 | 41                |
| 2004年 | 37                |
| 2005年 | 38                |
| 2006年 | 48                |
| 2007年 | 52                |
| 2008年 | 50                |
| 2009年 | 42                |
| 2010年 | 37                |
| 2011年 | 35                |
| 2012年 | 41                |
| 2013年 | 46                |
| 2014年 | 41                |
| 2015年 | 34                |
| 2016年 | 34                |
| 2017年 | 30                |

## 車站周邊
車站附近為唐子川與大內山川的合流點。沿河川兩邊設有村落。在2005年前，車站位於大內山村，在南邊設有中心村落、商店、大紀町政廳大內山分所（前大內山村政廳）、大紀町立大內山小學和大內山郵局。
道路方面，國道42號與大內山川並行。
- 大内山野鳥觀察舍 - 大内山小學內（但是由大紀町教育委員會管理）
- 頭之宮四方神社 - 在國鐵時代，在每年11月第三個星期日將舉行例祭時，優等列車會臨時加停此站。
- 大內山動物園（日语：大内山動物園）
- 熊野古道伊勢路
- 大內山海洋中心
- 大內山郵局
- 伊勢農協紀勢分店大内山店

## 其他
- 在1983年成為無人車站前，車站職員會在月台使用耙掃除碎石，以掃出龍安寺石庭的模樣。（在肥薩線真幸站也有相同的情況。）

## 相鄰車站
東海旅客鐵道（JR東海）
紀勢本線
伊勢柏崎－大內山－梅谷

## 注腳